# عبد العزيز الحداد
عبد العزيز الحداد (14 يونيو 1950 - 2 يناير 2025)، هو ممثل ومؤلف ومخرج كويتي.

## مسيرته
ولد عبد العزيز علي صالح الحداد في الكويت عام 1950. نشأ في عائلة محبة للفنون. ظهر شغفه بالتمثيل منذ صغره، وشارك في العديد من الأنشطة المسرحية بدأ التمثيل عام 1963م. تخرج في كلية الهندسة الميكانيكية عام 1977م. ابنه صالح الحداد لاعب قوى في مسابقة الوثب الطويل.

## أعماله[6]
شارك ممثلاً في عدة مسلسلات تلفزيونية ومسرحيات وأفلام، وشارك وهو في الثالثة عشرة من عمره عام 1963 في مسرحية «حظها يكسر الصخر»، لتكون بداية رحلته.

### في التلفزيون
| سنة الإنتاج | المسلسل                      | بمشاركة                                                                                            |
| ----------- | ---------------------------- | -------------------------------------------------------------------------------------------------- |
| 1978        | الإخوة الثلاثة               | خالد النفيسي، عبد العزيز النمش، علي المفيدي                                                        |
| 1979        | الدكتور                      | حياة الفهد، خالد العبيد، طيبة الفرج، جاسم النبهان                                                  |
| 1980        | السيف المفقود                | علي المفيدي، أحمد الهزيم، خليفة خليفوه، إبراهيم بحر، عبد الله ملك                                  |
| 1980        | بيت بو خالد                  | حياة الفهد، خالد النفيسي، سعاد عبد الله، خالد العبيد، محمد المنصور، جاسم النبهان، عبد الرحمن العقل |
| 1981        | الأشجار تموت واقفة           | حياة الفهد، سعاد عبد الله                                                                          |
| 1982        | حلم بلا ضفاف - فيلم تلفزيوني | أحمد الصالح                                                                                        |
| 1985        | زواج بدون رصيد               | حياة الفهد، غانم الصالح، أسمهان توفيق، عبد الإمام عبد الله، شفيقة يوسف                             |
| 1985        | الصحوة - فيلم تلفزيوني       | مجموعه من الممثلين                                                                                 |
| 1988        | الكشاف                       | مجموعه من الممثلين                                                                                 |
| 1999        | أبناء الغد                   | سعاد عبد الله، غانم الصالح، أحمد الصالح                                                            |
| 2001        | بقدر ما تحمله النفوس         | سعاد عبد الله، سليمان الياسين، أحلام محمد، عبد الإمام عبد الله، خالد أمين، لمياء طارق              |
| 2007        | قتالة الشجعان                | خالد العبيد، عبد الرحمن العقل، جاسم النبهان                                                        |
| 2007        | أوه يا مال                   | سعاد علي، عبد المحسن النمر، صلاح الملا، عبد الإمام عبد الله، لمياء طارق                            |
| 2008        | مسك وعنبر                    | سعد الفرج، غانم الصالح، عبد العزيز المسلم، انتصار الشراح، إلهام الفضالة                            |
| 2008        | بلا هوية                     | عبد الرحمن العقل، محمد العجيمي، عبد الإمام عبد الله، ليلى السلمان، هبة الدري                       |
| 2008        | عائلتي                       | أحمد السلمان، إلهام الفضالة، شجون الهاجري، عبد الله بوشهري                                         |
| 2009        | نور عيني                     | أحمد الصالح، عبد العزيز المسلم، زينة كرم، جاسم النبهان، حسين المنصور                               |
| 2009        | الورثة                       | أحمد الصالح، هدى حسين، حسين المنصور، لطيفة المجرن، زهرة الخرجي، ملاك                               |
| 2010        | الشمس تشرق مرتين             | أحمد الصالح، هدى حسين، شفيقة يوسف، عبد العزيز عبد الله، مها محمد                                   |
| 2010        | المرقاب                      | أحمد العمري، نجلاء عبد الله، عبير عيسى                                                             |
| 2011        | وديمة                        | أسمهان توفيق، فاطمة الحوسني، ليلى السلمان، رؤى الصبان، شيماء سبت                                   |
| 2013        | وتستمر الأيام                | أحمد الصالح، حسين المنصور، هدى الخطيب، مشاري البلام، مرام، شيماء علي                               |
| 2014        | كعب عالي                     | محمد جابر، عبد الله التركماني، مرام، حمد أشكناني، ريم ارحمة، نور الغندور، ليلى عبد الله            |
| 2014        | المعزب                       | إبراهيم الصلال، أحمد جوهر، عبد الرحمن العقل، هند البلوشي                                           |
| 2016        | اللي ماله أول                | سعد الفرج، عبد العزيز المسلم، انتصار الشراح، هيا الشعيبي                                           |
| 2016        | دكتوراه في الحب              | أسمهان توفيق، غازي حسين، إبراهيم الزدجالي، سعود بوشهري، مروة محمد                                  |
| 2016        | لقيت روحي                    | سعد الفرج، نايف الراشد، فاطمة عبد الرحيم، شيلاء سبت، سلمى سالم                                     |
| 2016        | خمس خوات                     | غازي حسين، طيف، شهد الياسين، أحمد الفرج                                                            |
| 2020        | دموع فرح                     | |

### في المسرح[8]
| سنة الإنتاج | المسرحية                 | بمشاركة                                                                   |
| ----------- | ------------------------ | ------------------------------------------------------------------------- |
| 1963        | حظها يكسر الصخر          | سعاد عبد الله، عائشة إبراهيم، محمد المنيع، طيبة الفرج                     |
| 1969        | بخور أم جاسم             | مريم الغضبان، علي المفيدي، محمد المنصور                                   |
| 1983        | يا معيريس                | عبد العزيز النمش، عبد الله الحبيل، خليل إسماعيل، محمد السريع، باسمة حمادة |
| 1998        | مناظرة بين الليل والنهار | مجموعة من الممثلين                                                        |
| 2014        | قصة الأمس                | مجموعة من الممثلين                                                        |
| 2017        | إيكارا                   | ديانا صفير، علي الناصر، موسى بهمن                                         |

### في السينما (فيلموجرافيا)
| سنة الإنتاج | الفيلم                    | بمشاركة                                               |
| ----------- | ------------------------- | ----------------------------------------------------- |
| 1982        | القرار                    | داود حسين، استقلال أحمد                               |
| 1986        | عدنان                     | مريم الغضبان، طارق العلي، أمل عباس، زهرة الخرجي       |
| 2013        | في انتظار فهد (فيلم قصير) |                                                       |
| 2014        | الأمريكاني                | يوسف البغلي، ناصر الدوب، نواف القريشي                 |
| 2017        | هامة                      | بشار الشطي، علي كاكولي، حمد أشكناني، بيبي العبدالمحسن |

## أعماله في التأليف
انتقد الفنان عبد العزيز بعض الأعمال التي تقدم في المسرح، مصرحًا أنه لا يحب «المسرح المتجهم» وأنه في مسرحياته لا يقدم فيها إلا الفن الذي يريده، وإن خالف ما يريده الجمهور قائلًا: «لم يتسلل إليّ اليأس بعد، ولا يشغلني إن كنت أسبح ضد التيار».
ألف الفنان العديد من الأعمال واحتلت المسرحيات النصيب الأكبر منها.
| سنة الإنتاج | العمل                     | تصنيفه         | المشاركين |
| ----------- | ------------------------- | -------------- | --- |
| 1971        | حكاية الشاطر حسن (إعداد)  | مسلسل          | علي المفيدي، أحمد مساعد، طيبة الفرج، عبدالرحمن العقل، حسين المفيدي، سعاد حسين                                                    |
| 1983        | دفاشة                     | مسرحية         | جاسم الصالح، عبد الله السيفان، منقذ السريع، محمد النشمي، حسين الصالح الحداد، زهرة الخرجي، غادة حمدي                              |
| 1984        | طماشة                     | مسرحية         | محمد جابر، هدى حمادة، غانم السليطي، وداد الكواري، سليمان العسعوسي، محمد السريع، صالح الحمر، عبدالرحمن العقل                      |
| 1986        | وناسة                     | مسرحية         | مصطفى رشيد |
| 1987        | كماشة                     | مسرحية         | مريم الغضبان، إبراهيم الصلال، عبدالعزيز النمش، أحمد الصالح، إبراهيم الحربي، علي السبع، جاسم الصالح، عبدالمحسن النمر، زهرة الخرجي |
| 1989        | غربة مهرج                 | مسرحية         | |
| 1990        | بنت حيزبونة               | مسرحية         | أحلام حسن، محمد الرشيد، بدر السيفان، جمعان الرويعي، مشاعل شداد                                                                   |
| 1992        | في خندق الاحتلال          | مسرحية         | سعاد عبدالله |
| 1992        | الأسير                    | مسرحية         | |
| 1994        | مشاجرة رباعية             | مسرحية         | |
| 1995        | عيد ميلاد سامبا لاين كينج | مسرحية         | خالد العبيد، محمد العجمي، خالد بن حسن، منى شداد، رشا مصطفى، هبة سليمان                                                           |
| 1996        | عاشق الدار                | مسرحية         | |
| 2000        | خير إن شاء الله           | سهرة تلفزيونية | خالد الحداد، منى عبدالمجيد، عبدالرحمن العقل، زهرة الخرجي، زهرة عرفات.                                                            |
| 2014        | الضريرة والحب             | مسرحية         | نسرين سروري، محمد العجمي، شذى سبت، عبدالمحسن النمر، جراح الدوب                                                                   |

## وصلات خارجية
- عبد العزيز الحداد على موقع IMDb (الإنجليزية)
- عبد العزيز الحداد على موقع قاعدة بيانات الأفلام العربية
- صفحة الممثل في قاعدة بيانات الأفلام العربية